# Kacper Ziemiński
Pour les articles homonymes, voir Ziemiński.
Kacper Ziemiński (4 novembre 1990 à Varsovie) est un marin de l'équipe de Pologne de voile olympique. 

## Palmarès

### Jeux olympiques
- 17e place en Laser aux Jeux de 2012 à Londres, Royaume-Uni
- 19e place en 470 en 2008 à Pékin, Chine

### Coupe du monde
- 3e place en laser dans la première étape de la Coupe du monde 2013-2014, à Qingdao

### Championnat de Pologne
- 3x  Champion national en 470